# ساختمان پارلمان کبک
ساختمان پارلمان کبک (به انگلیسی: Parliament Building) یک ساختمان در شهر کبک، کانادا است که مقر پارلمان استان کبک محسوب می‌شود.
این ساختمان که در سال ۱۸۸۶ ساخته شده دارای هشت طبقه است و برجی به ارتفاع ۵۲ متر است.

## نگارخانه

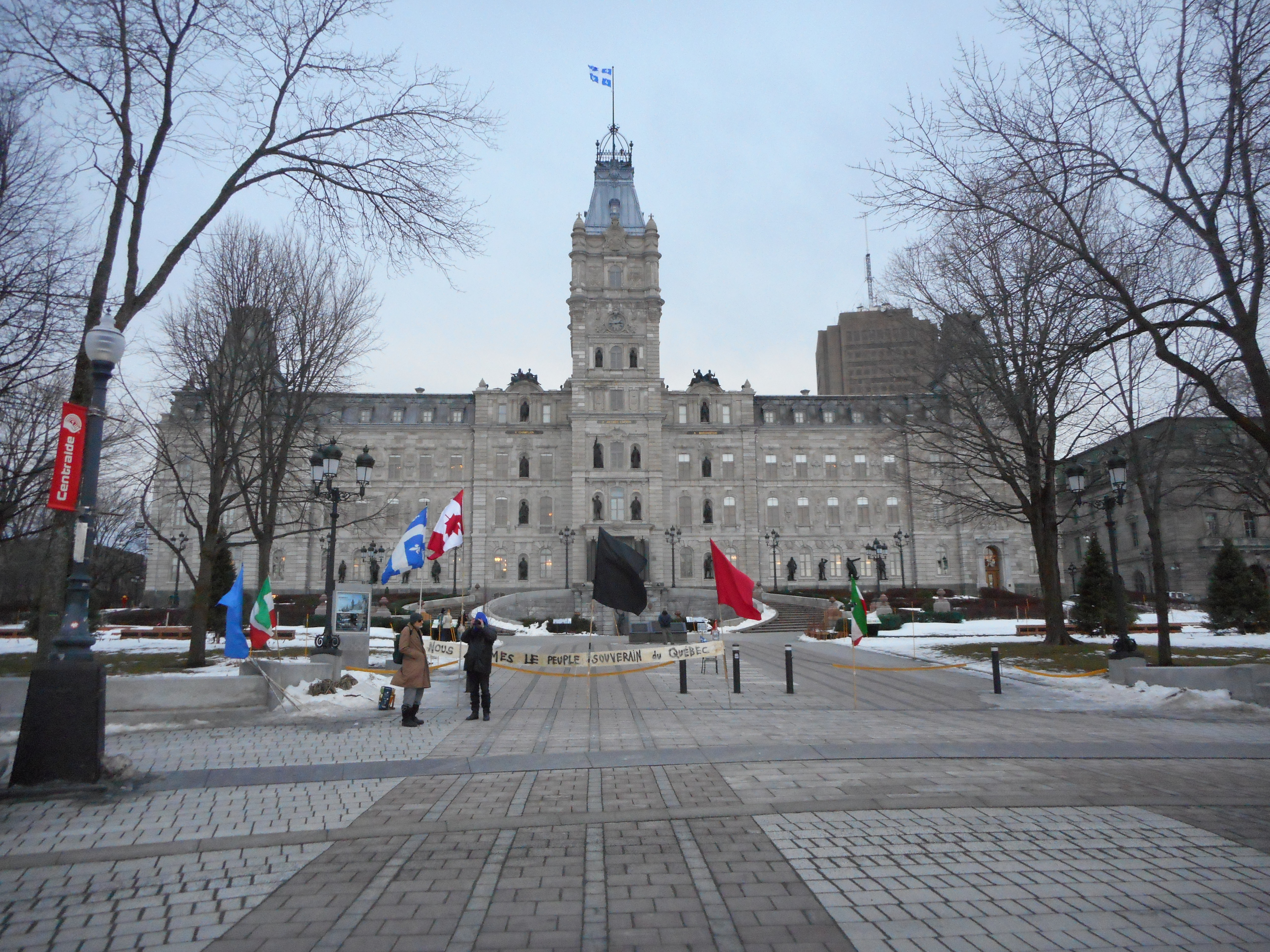
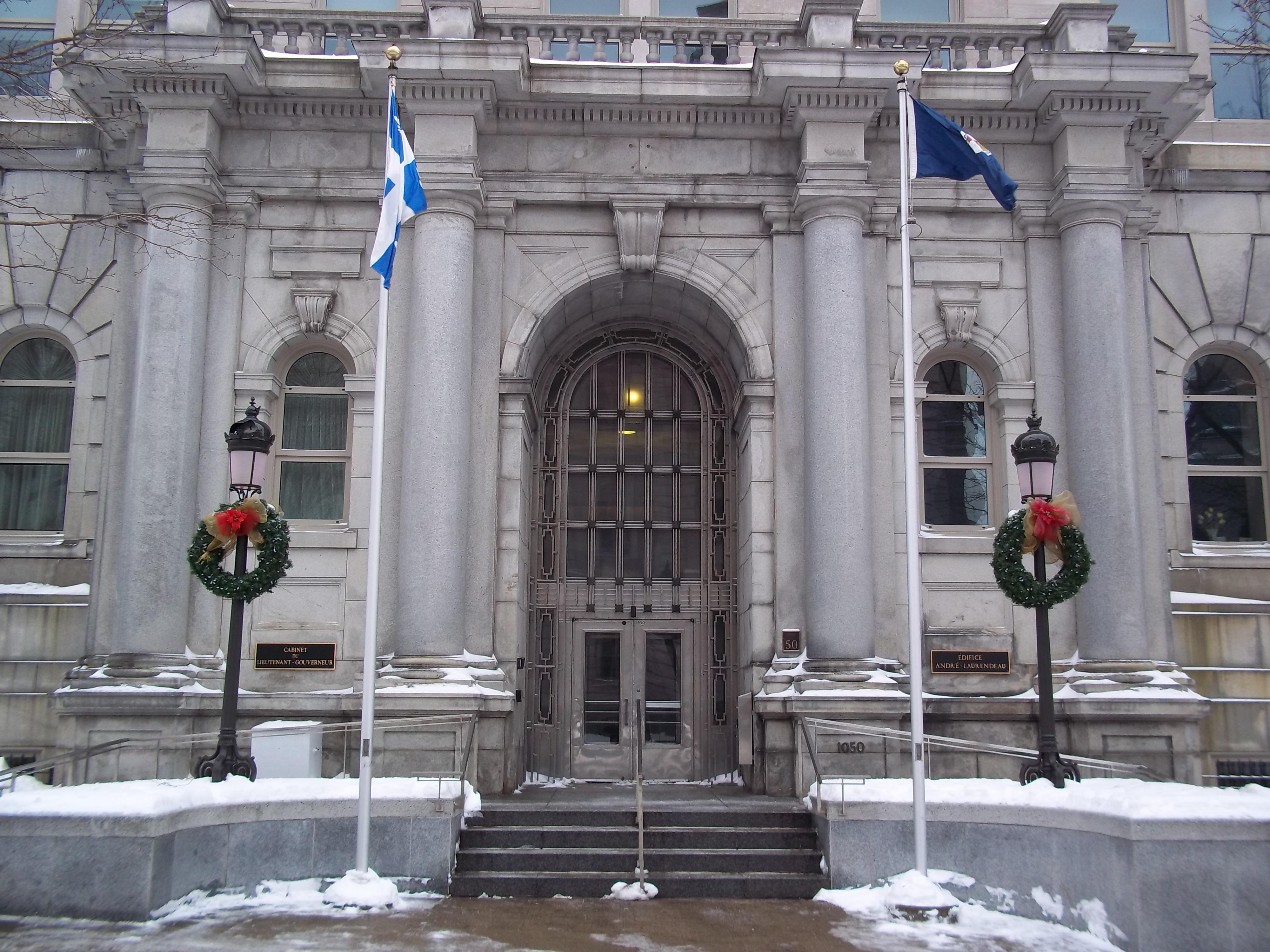
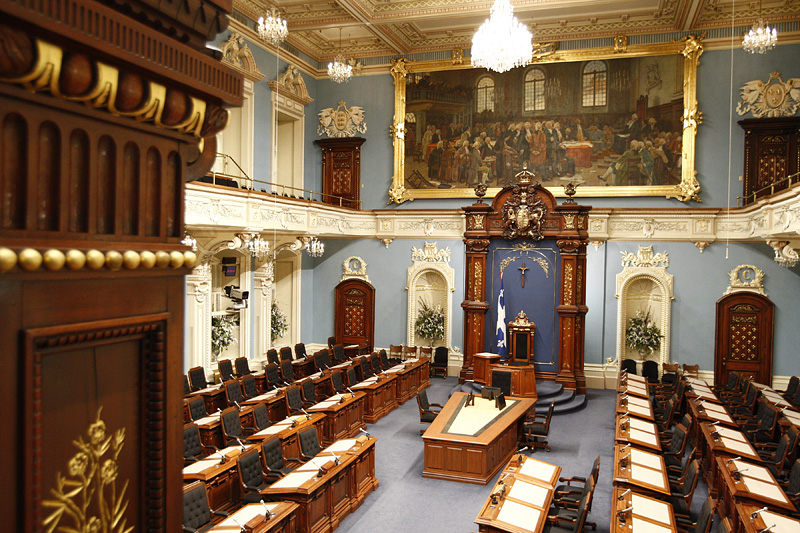
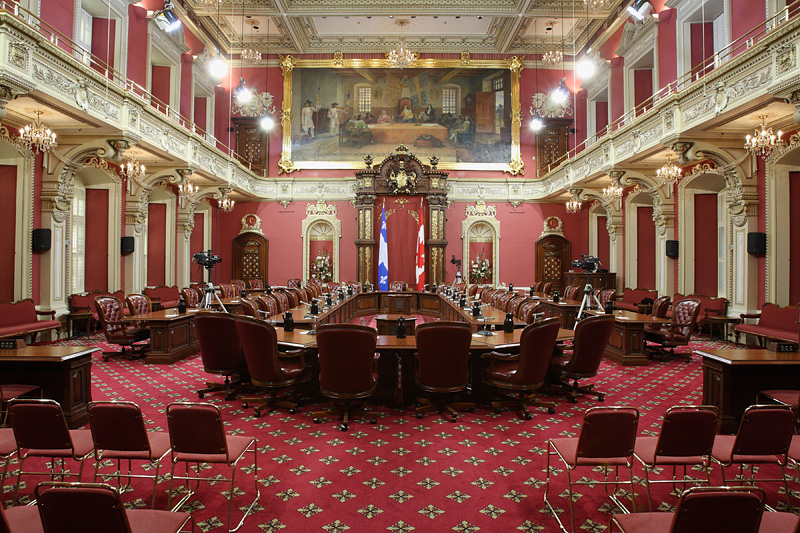
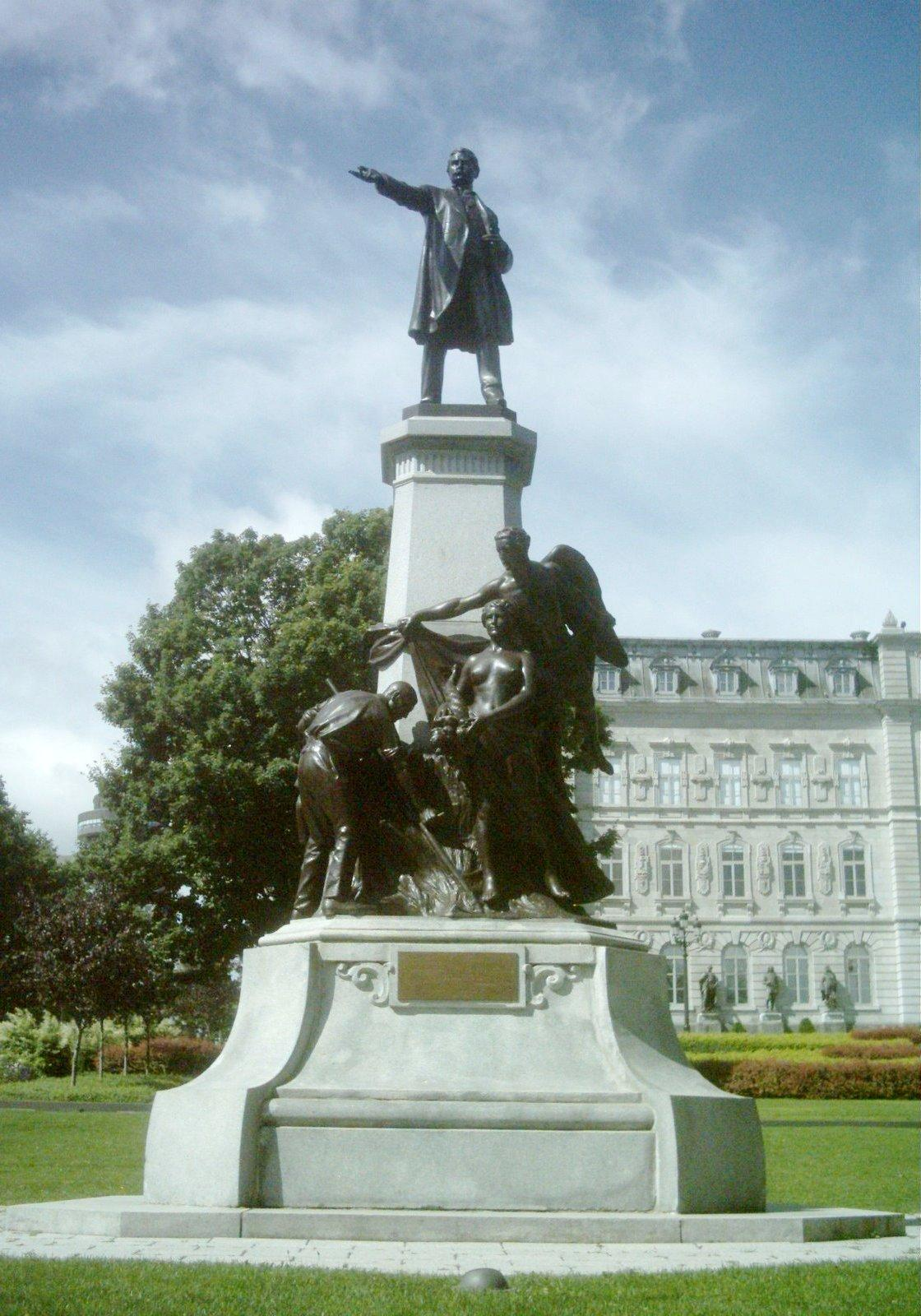